# Christian Rosenkreuz
Christian Rosenkreuz (literalmente, «Christian Cruz de Rosas», en español Cristian Rosacruz) es el legendario fundador de la Orden Rosacruz. Esta última fue presentada en tres manifiestos publicados a principios del siglo XVII:
1. El primer documento —anónimo— que se conoce sobre dicha orden es el Fama Fraternitatis Rosae Crucis, que apareció en 1614 en Kassel (Alemania), introduciendo al peregrino fundador como "Frater C.R.C.".
2. Fue seguido en 1615 por Confessio Fraternitatis (publicado con el anterior).
3. En 1616 aparece Die Hochzeit (Las bodas), conocido en español como Las bodas químicas o Las bodas alquímicas de Christian Rosacruz, en Estrasburgo (anexionada a Francia en 1681), que revela por primera vez el nombre del fundador como Christian Rosenkreutz.

## Leyenda

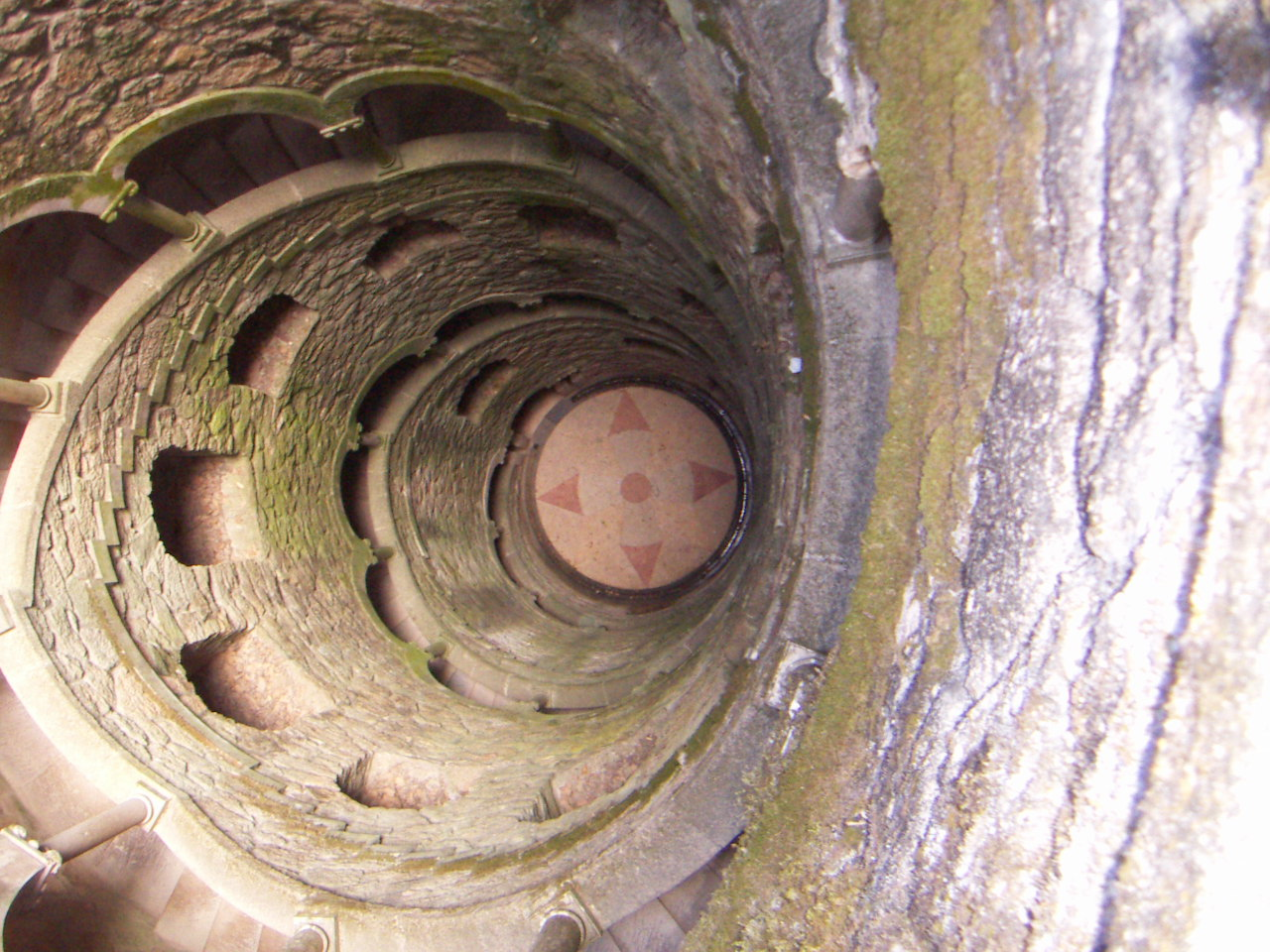
«Pozo de iniciación» hacia el interior de la tierra; la foto muestra también la rosa de los vientos sobre la Cruz Templaria: la Rosa Cruz, en «Quinta da Regaleira», Sintra, Portugal (construida ca. 1904-1910).

De acuerdo con la leyenda, Christian Rosenkreuz descubrió y aprendió la Sabiduría esotérica entre sabios árabes como peregrino en Oriente, supuestamente a principios del siglo XV (ver la sección sobre simbolismo en este mismo artículo); volvió y fundó la «Fraternidad de la Rosa Cruz» (Frater C.R.C.) como Superior de la Orden. Bajo su dirección se construyó un templo, conocido como Sanctus Spiritus o «La Casa del Espíritu Santo».
Se ha descrito que su cuerpo fue descubierto por un Hermano de la Orden, en perfecto estado de conservación, 120 años después de su muerte (que ocurrió en absoluto secreto) —-como Rosenkreuz había predicho-—, en una cámara erigida por él mismo como almacén de sabiduría. Se ha descrito que en el sarcófago del centro de la Cripta de Christian Rosenkreuz estaban escritas, entre otras inscripciones, las palabras “JESUS MIHI OMNIA, NEQUAQUAM VACUUM, LIBERTAS EVANGELII, DEI INTACTA GLORIA, LEGIS JUGUM” («Jesús mi todo, vacío ninguno, libertad del Evangelio, de Dios intacta gloria, el yugo de la ley»). La cripta de Rosenkreuz, según la descripción presentada en la leyenda, parece estar localizada en el interior de la Tierra, recordando el lema alquimista VITRIOL: Visita Interiora Terrae Rectificando Invenies Occultum Lapidem («Visita el Interior de la Tierra; Rectificando Encontrarás la Lápida Oculta».)

## Biografías
Según Maurice Magre (1877–1941) en su libro Los nuevos magos (Magiciens et Illuminés), Christian Rosenkreuz fue el último descendiente de los Germelshausen, una familia alemana que floreció en el siglo XIII. Su castillo se erigía en el bosque de Turingia, en la frontera con Hesse, y se habían acogido al catarismo (doctrinas que combinaban creencias gnósticas y cristianas). Toda la familia fue ejecutada por el Landgrave Conrad de Turingia excepto el hijo pequeño, que sólo tenía 5 años de edad. Se lo llevó secretamente un monje adepto albigense de Languedoc. El niño fue trasladado a un monasterio que ya había caído bajo la influencia de los albigenses, donde fue educado y conoció a los cuatro hermanos que más tarde se asociarían con él en la fundación de la Hermandad Rosacruz. Su relato está basado en la tradición oral.

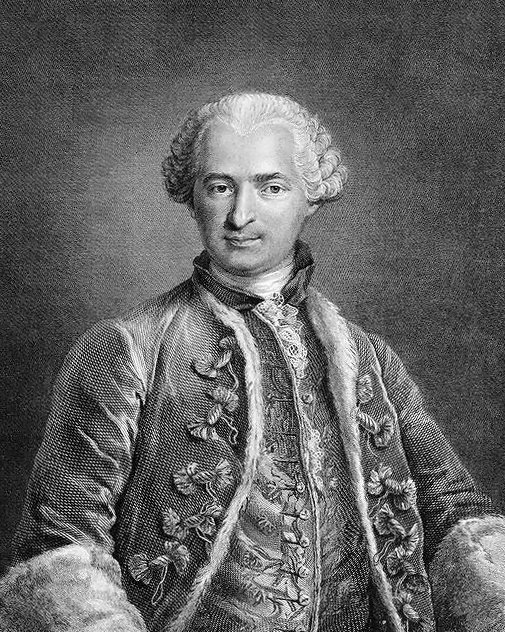
Conde de Saint Germain, por un artista desconocido.

Algunos escritores ocultistas, tales como Rudolf Steiner, Max Heindel y (mucho después) Guy Ballard, han afirmado que Rosenkreuz reapareció más tarde como el Conde de Saint Germain. Esto último no constituye un hecho comprobable; sin embargo, algunas escuelas utilizan la imagen del Aventurero Europeo como imagen del Fundador de la Rosacruz, un cortesano, aventurero y alquimista que según se anunció murió el 27 de febrero de 1784. Steiner identificó en una ocasión la pintura de Rembrandt «Hombre con armadura» como el retrato de Christian Rosenkreuz, según su creencia, en una manifestación en el siglo XVII.

## Simbolismo de los números en los manifiestos
La leyenda presentada en los manifiestos ha sido interpretada simbólicamente (como se hacía con todos los textos herméticos y alquímicos de aquellos tiempos).No indican directamente las fechas de nacimiento y fallecimiento de Christian Rosenkreuz, pero en dos frases del segundo manifiesto (Confessio Fraternitatis), el año 1378 se presenta como el del nacimiento de «nuestro Padre Cristiano», y se afirma que vivió 106 años, lo que significaría que murió en 1484. La fundación de la Orden puede suponerse, en los mismos términos, haber ocurrido en el año 1407. Sin embargo, estas cifras (y los años deducidos) no se interpretan de forma literal por muchos estudiosos del ocultismo, que consideran que son afirmaciones alegóricas y simbólicas para la comprensión de los iniciados. La justificación de esto reside en los manifiestos en sí mismos: por una parte, los rosacruces adoptaron claramente, a través de los manifiestos, la tradición pitagórica de imaginarse los objetos e ideas en términos de relaciones numéricas, y, por otra, afirman directamente en el segundo manifiesto: «Hablamos ante ti con parábolas, pero de buena gana te llevaremos a la correcta, simple, fácil e ingeniosa exposición, entendimiento, declaración y conocimiento de todos los secretos».
La naturaleza metafórica de estas leyendas confiere ambigüedad a los orígenes del rosacrucismo. Según creen los ocultistas, la apertura de la tumba de Rosenkreuz constituye un modo de referirse a los ciclos de la naturaleza y de los eventos cósmicos y, también, a la apertura hacia nuevas posibilidades de la humanidad que resultaron en los avances del siglo XVI y principios del XVII. Similarmente, creen que la peregrinación de Rosenkreuz se refiere a los pasos de la transmutación de la Gran Obra.
Similares leyendas pueden encontrarse en la descripción de Wolfram von Eschenbach sobre el Santo Grial, como el «Lapis Exillis» guardado por los Caballeros Templarios, o de la Piedra filosofal de los alquimistas, como el «Lapis Exillir».
De acuerdo a la fraternidad Rosacruz se afirma asimismo que Cristian Rosacruz, en sus anteriores encarnaciones, fue San José y otros personajes históricos de trascendencia.

## Manifiestos
- Texto de la Fama Fraternitatis, 1614, en el sitio web Achemy (en inglés).
- Texto de la Confessio Fraternitatis, 1615, ídem.
- Texto de Las bodas alquímicas de Christian Rosacruz, 1616, ídem.

### Estudios
- "Historia y misterios de los Rosacruces"
- "Christian Rosenkreuz y la Orden de los Rosacruces"
- "On the Islamic Origin of the Rose-Croix" (en inglés)
- "The Father CRC Archive" (en inglés)
- "The Founder of Rosicrucianism" (en inglés)
- "The Mission of Christian Rosenkreutz" (en inglés)

- Datos: Q841173